# Foveolatacris zhengi
Foveolatacris zhengi är en insektsart som beskrevs av Yong Shan Lian och Shigui Wang 1995. Foveolatacris zhengi ingår i släktet Foveolatacris och familjen gräshoppor. Inga underarter finns listade i Catalogue of Life.